# Grady Lewis
Grady W. Lewis (nacido el 25 de marzo de 1917 en Boyd, Texas y fallecido el 11 de marzo de 2009 en Peoria, Arizona) fue un jugador y entrenador de baloncesto estadounidense que disputó tres temporadas en la BAA, además de jugar previamente en la AAU. Con 2,01 metros de estatura, jugaba en la posición de ala-pívot. Fue el entrenador de los St. Louis Bombers durante dos temporadas.

## Trayectoria deportiva

### Universidad
Jugó durante su etapa universitaria con los Sooners de la Universidad de Oklahoma, de donde llegó procedente del Southwestern Oklahoma College, una institución de la NAIA.

### Amateur
En 1937 fichó por los Phillips 66ers de la Amateur Athletic Union, logrando en su primera temporada ser elegido rookie del año. Jugó 4 temporadas en el equipo, llegando a ser elegido en dos ocasiones All-American y disputando tres ediciones del All-Star Game.

### Profesional
En 1946, año que comenzó la BAA, fichó por los Detroit Falcons, donde jugó una temporada en la que promedió 4,8 puntos por partido. La franquicia desapareció ese mismo año, produciéndose un draft de dispersión, siendo elegido por los St. Louis Bombers, quienes mediada la temporada lo enviaron a los Baltimore Bullets a cambio de Irv Rothenberg. Jugaría con los Bullets hasta el final de temporada, logrando su primer y único campeonato de la BAA, tras derrotar en las Finales a los Philadelphia Warriors, aportando 7,1 puntos y 1,3 asistencias por partido.
Regresó a los Bombers en 1948, para ejercer como jugador-entrenador, promediando en su última temporada en las canchas 4,4 puntos y 1,1 asistencias por partido.

### Entrenador
Ejerció como entrenador durante dos temporadas con los St. Louis Bombers, la segunda de ellas ya como dedicación exclusiva, consiguiendo 55 victorias y 73 derrotas.
En 1986 le fue concedido el Premio John Bunn por haber contribuido significativamente al deporte del baloncesto.

## Estadísticas de su carrera en la NBA
| † | Denota temporadas en las que ganó un campeonato de la NBA |

### Temporada regular
| Año      | Equipo            | PJ  | TC%  | TL%  | APP | PPP |
| -------- | ----------------- | --- | ---- | ---- | --- | --- |
| 1946–47  | Detroit Falcons   | 60  | .204 | .543 | .9  | 4.8 |
| 1947–48  | St. Louis Bombers | 24  | .248 | .667 | .5  | 6.9 |
| 1947–48† | Baltimore Bullets | 21  | .294 | .619 | 1.3 | 7.1 |
| 1948–49  | St. Louis Bombers | 34  | .387 | .600 | 1.1 | 4.4 |
| Total    | Total             | 139 | .252 | .595 | .9  | 5.4 |

### Playoffs
| Año   | Equipo            | PJ | TC%  | TL%  | APP | PPP |
| ----- | ----------------- | -- | ---- | ---- | --- | --- |
| 1948† | Baltimore Bullets | 11 | .211 | .759 | .8  | 6.2 |
| Total | Total             | 11 | .211 | .759 | .8  | 6.2 |